# Lokavec (gmina Sveta Ana)
Lokavec – wieś w Słowenii, w gminie Sveta Ana. W 2018 roku liczyła 196 mieszkańców.